# 科迪亞克島自治市鎮

科迪亞克島自治市鎮在阿拉斯加州的位置

57°43′N 153°47′W / 57.71°N 153.78°W
科迪亚克島自治市鎮（英語：Kodiak Island Borough）是美国阿拉斯加州一個自治市鎮，由科迪亚克島、附近的島嶼以及舍利科夫海峽西岸的阿拉斯加半島沿岸地區組成。面積31,141平方公里。根據美國2000年人口普查，共有人口13,913人。鎮治科迪亞克。
鎮名來自科島上的居民（稱為Koniagmiut或Koniag）。